# Redouane Osmane
Redouane Osmane (né à Bab El Oued en 1951 et décédé le 15 décembre 2007 à Alger) était un militant syndicaliste algérien. Porte-parole de la Coordination des lycées d'Alger, puis dirigeant du Conseil des lycées d'Algérie, il a mené son combat pour les droits des enseignants et des travailleurs en général. Membre du Parti socialiste des travailleurs durant de nombreuses années, il est selon Salhi Chawki entré dans la légende des luttes.
Osmane Redouane était partisan de tous les combats pour une justice sociale. 
En 1987, il est le fondateur du SNEA-AD (Syndicat national des étudiants algériens-autonome et démocratique), premier à lancer le débat sur le danger que représentait la politique du Fonds monétaire international sur l'université algérienne pour la transformer en une université d'élite au bénéfice de la libéralisation de l'économie algérienne sous le joug des puissances économiques mondiales, d'où la sélection à outrance et la fermeture de certaines filières telles que « la planification », une des spécialités en sciences économiques.
Il est inhumé au cimetière El Kettar.